# Vialer, Pyrénées-Atlantiques
Vialer är en kommun i departementet Pyrénées-Atlantiques i regionen Nouvelle-Aquitaine i sydvästra Frankrike. Kommunen ligger i kantonen Garlin som tillhör arrondissementet Pau. År 2022 hade Vialer 146 invånare.

## Befolkningsutveckling
Antalet invånare i kommunen Vialer
| Referens: INSEE |